# Natri tetradecyl sulfate
Natri sulfate tetradecyl (STS) là một từ đồng nghĩa thường được sử dụng cho muối natri 7-etyl-2-metyl-4-undecanyl sulfate  đó là anion hoạt động bề mặt đó là thành phần hoạt tính của thuốc sclerosant Sotradecol. Nó thường được sử dụng trong điều trị giãn tĩnh mạch và nhện của chân, trong quá trình điều trị xơ cứng. Là một chất tẩy rửa, hành động của nó là trên các phân tử lipid trong các tế bào của thành tĩnh mạch, gây ra sự phá hủy viêm của lớp lót bên trong của tĩnh mạch và hình thành huyết khối cuối cùng dẫn đến xơ cứng tĩnh mạch. Nó được sử dụng ở nồng độ từ 0,1% đến 3% cho mục đích này. Ở Anh, Ireland, Ý, Úc, New Zealand và Nam Phi, nó được bán dưới tên thương mại Fibro-Vein với nồng độ 0,2%, 0,5%, 1,0% và 3%.

## Tổng hợp
Nó có thể được điều chế bằng cách ngưng tụ aldol của methyl isobutyl ketone và 2-ethylhexanal (được tạo thành bởi quá trình tự cô đặc aldol của butyraldehyd), sau đó là quá trình sulfon hóa rượu kết quả.